# Ken Jennings
Kenneth Wayne Jennings III (23 de mayo de 1974) es un presentador de concurso de televisión, exconcursante y autor estadounidense. Jennings rotó como presentador de Jeopardy! con Mayim Bialik de 2021 a 2023 y ha sido el único presentador desde 2023.
Como antiguo concursante de Jeopardy!, Ken Jennings ostenta un récord insuperable de 74 victorias consecutivas.
Jennings y Brad Rutter, otra estrella de Jeopardy!, compitieron contra el ordenador Watson de IBM en 2011. Watson recibió el primer premio de $1.000.000, mientras Ken Jennings y Brad Rutter recibieron $300.000 y $200.000 respectivamente.